# Grande Prêmio da Malásia de 2001
Resultados do Grande Prêmio da Malásia de Fórmula 1 realizado em Sepang em 18 de março de 2001. Segunda etapa da temporada, teve como vencedor o alemão Michael Schumacher, que subiu ao pódio junto a Rubens Barrichello numa dobradinha da Ferrari, com David Coulthard em terceiro pela McLaren-Mercedes.

## Classificação da prova

### Treino classificatório
| Pos.                      | Nº | Piloto                | Construtor       | Tempo     | Diferença |
| ------------------------- | -- | --------------------- | ---------------- | --------- | --------- |
| 1                         | 1  | Michael Schumacher    | Ferrari          | 1:35.220  | —         |
| 2                         | 2  | Rubens Barrichello    | Ferrari          | 1:35.319  | + 0.099   |
| 3                         | 5  | Ralf Schumacher       | Williams-BMW     | 1:35.511  | + 0.291   |
| 4                         | 3  | Mika Häkkinen         | McLaren-Mercedes | 1:36.040  | + 0.820   |
| 5                         | 12 | Jarno Trulli          | Jordan-Honda     | 1:36.180  | + 0.960   |
| 6                         | 6  | Juan Pablo Montoya    | Williams-BMW     | 1:36.218  | + 0.998   |
| 7                         | 10 | Jacques Villeneuve    | BAR-Honda        | 1:36.397  | + 1.177   |
| 8                         | 4  | David Coulthard       | McLaren-Mercedes | 1:36.417  | + 1.197   |
| 9                         | 11 | Heinz-Harald Frentzen | Jordan-Honda     | 1:36.578  | + 1.358   |
| 10                        | 9  | Olivier Panis         | BAR-Honda        | 1:36.681  | + 1.461   |
| 11                        | 16 | Nick Heidfeld         | Sauber-Petronas  | 1:36.913  | + 1.693   |
| 12                        | 18 | Eddie Irvine          | Jaguar-Cosworth  | 1:37.140  | + 1.920   |
| 13                        | 22 | Jean Alesi            | Prost-Acer       | 1:37.406  | + 2.186   |
| 14                        | 17 | Kimi Räikkönen        | Sauber-Petronas  | 1:37.728  | + 2.508   |
| 15                        | 19 | Luciano Burti         | Jaguar-Cosworth  | 1:38.035  | + 2.815   |
| 16                        | 7  | Giancarlo Fisichella  | Benetton-Renault | 1:38.086  | + 2.866   |
| 17                        | 8  | Jenson Button         | Benetton-Renault | 1:38.258  | + 3.038   |
| 18                        | 14 | Jos Verstappen        | Arrows-Asiatech  | 1:38.509  | + 3.289   |
| 19                        | 23 | Gastón Mazzacane      | Prost-Acer       | 1.39.006  | + 3.786   |
| 20                        | 20 | Tarso Marques         | Minardi-European | 1:39.714  | + 4.494   |
| 21                        | 21 | Fernando Alonso       | Minardi-European | 1:40.249  | + 5.029   |
| 22                        | 15 | Enrique Bernoldi      | Arrows-Asiatech  | Sem tempo | —         |
| Limite dos 107%: 1:41.885 |    |                       |                  |           |           |
| Fonte:                    |    |                       |                  |           |           |

### Corrida
| Pos.   | Nº | Piloto                | Construtor       | Voltas | Tempo/Diferença        | Grid | Pontos |
| ------ | -- | --------------------- | ---------------- | ------ | ---------------------- | ---- | ------ |
| 1      | 1  | Michael Schumacher    | Ferrari          | 55     | 1:47:34.801            | 1    | 10     |
| 2      | 2  | Rubens Barrichello    | Ferrari          | 55     | + 23.660               | 2    | 6      |
| 3      | 4  | David Coulthard       | McLaren-Mercedes | 55     | + 28.555               | 8    | 4      |
| 4      | 11 | Heinz-Harald Frentzen | Jordan-Honda     | 55     | + 46.543               | 9    | 3      |
| 5      | 5  | Ralf Schumacher       | Williams-BMW     | 55     | + 48.233               | 3    | 2      |
| 6      | 3  | Mika Häkkinen         | McLaren-Mercedes | 55     | + 48.606               | 4    | 1      |
| 7      | 14 | Jos Verstappen        | Arrows-Asiatech  | 55     | + 1:21.560             | 18   |        |
| 8      | 12 | Jarno Trulli          | Jordan-Honda     | 54     | + 1 volta              | 5    |        |
| 9      | 22 | Jean Alesi            | Prost-Acer       | 54     | + 1 volta              | 13   |        |
| 10     | 19 | Luciano Burti         | Jaguar-Cosworth  | 54     | + 1 volta              | 15   |        |
| 11     | 8  | Jenson Button         | Benetton-Renault | 53     | + 2 voltas             | 17   |        |
| 12     | 23 | Gaston Mazzacane      | Prost-Acer       | 53     | + 2 voltas             | 19   |        |
| 13     | 21 | Fernando Alonso       | Minardi-European | 52     | + 3 voltas             | 21   |        |
| 14     | 20 | Tarso Marques         | Minardi-European | 51     | + 4 voltas             | 20   |        |
| Ret    | 7  | Giancarlo Fisichella  | Benetton-Renault | 31     | Pressão do combustível | 16   |        |
| Ret    | 10 | Jacques Villeneuve    | BAR-Honda        | 3      | Rodou                  | 7    |        |
| Ret    | 16 | Nick Heidfeld         | Sauber-Petronas  | 3      | Rodou                  | 11   |        |
| Ret    | 15 | Enrique Bernoldi      | Arrows-Asiatech  | 3      | Rodou                  | 22   |        |
| Ret    | 6  | Juan Pablo Montoya    | Williams-BMW     | 3      | Rodou                  | 6    |        |
| Ret    | 18 | Eddie Irvine          | Jaguar-Cosworth  | 3      | Vazamento d’água       | 12   |        |
| Ret    | 9  | Olivier Panis         | BAR-Honda        | 1      | Vazamento de óleo      | 10   |        |
| Ret    | 17 | Kimi Räikkönen        | Sauber-Petronas  | 0      | Eixo de transmissão    | 14   |        |
| Fonte: |    |                       |                  |        |                        |      |        |

## Tabela do campeonato após a corrida
| Pos.   | Piloto                | Pontos |
| ------ | --------------------- | ------ |
| 1      | Michael Schumacher    | 20     |
| 2      | Rubens Barrichello    | 10     |
| 2      | David Coulthard       | 10     |
| 4      | Heinz-Harald Frentzen | 5      |
| 5      | Nick Heidfeld         | 3      |
| Fonte: |                       |        |

| Pos.   | Construtor       | Pontos |
| ------ | ---------------- | ------ |
| 1      | Ferrari          | 30     |
| 2      | McLaren-Mercedes | 11     |
| 3      | Jordan-Honda     | 5      |
| 4      | Sauber-Petronas  | 4      |
| 5      | Williams-BMW     | 2      |
| Fonte: |                  |        |

- Nota: Somente as primeiras cinco posições estão listadas.